# Jenny (série de televisão)
Jenny é um sitcom de curta duração exibido pela NBC entre 1997 e 1998, e estrelado por Jenny McCarthy, como a personagem-título, Jenny McMillan.

## Premissa
No programa, Jenny descobre que possui um pai rico e poderoso, que infelizmente, já não se encontra vivo, porém, deixou toda a sua fortuna para a "filha perdida". Depois do funeral do pai, ao lado de sua amiga Maggie, Jenny decide perseguir a fama em Hollywood, porém, existem muitos obstáculos pelo caminho, já que para se tornar alguém famoso, é necessário muito esforço e paciência, o que Jenny parece não ter.

## Elenco
- Jennifer jenny McCarthy como Jennifer jenny McMillan
- Heather Paige Kent como Maggie Marino
- Dale Godboldo como Cooper
- Rafer Weigel como Max
- George Hamilton como Guy Hathaway

## Episódios
Jenny teve, no total, uma única temporada com 17 episódios produzidos.
| #  | Título                                     | Exibição Original    |
| -- | ------------------------------------------ | -------------------- |
| 1  | Pilot                                      | 1997, 28 de Setembro |
| 2  | A Girl's Gotta Pierce                      | 1997, 5 de Outubro   |
| 3  | A Girl's Gotta Work                        | 1997, 12 de Outubro  |
| 4  | A Girl's Gotta Spike                       | 1997, 2 de Novembro  |
| 5  | A Girl's Gotta Live in the Real World      | 1997, 16 de Novembro |
| 6  | A Girl's Gotta Lie                         | 1997, 1 de Dezembro  |
| 7  | A Girl's Gotta Deck the Hells              | 1997, 15 de Dezembro |
| 8  | A Girl's Gotta Love a Wedding              | 1997, 22 de Dezembro |
| 9  | A Girl's Gotta Merger                      | 1998, 5 de Janeiro   |
| 10 | A Girl's Gotta Get It                      | 1998, 12 de Janeiro  |
| 11 | A Girl's Gotta Hang with a Celebrity       | Indisponível         |
| 12 | A Girl's Gotta Protect Her Assets          | Indisponível         |
| 13 | A Girl's Gotta Make Room for Daddy: Part 1 | Indisponível         |
| 14 | A Girl's Gotta Make Room for Daddy: Part 2 | Indisponível         |
| 15 | A Girl's Gotta Go Vogue                    | Indisponível         |
| 16 | A Girl's Gotta Get Ready for Her Close-up  | Indisponível         |
| 17 | A Girl's Gotta Come Through in a Clutch    | Indisponível         |